# Wolgye (métro de Séoul)
Wolgye (hangeul : 월계 ; hanja : 月溪, sous titrée en anglais : Induk University) est une station de passage de la ligne 1 du métro de Séoul. Elle est située au 40 Wolgye-ro 53-gil, quartier Wolgye 2-dong dans l'arrondissement Nowon-gu, sur le territoire de la ville de Séoul en Corée du Sud.
Ouverte en 1985, la station est desservie par les rames omnibus de la ligne 1.

## Situation sur le réseau

Plan du réseau (2023)

Établie en surface Wolgye est une station de passage de la ligne 1 du métro de Séoul : entre la station Nokcheon, en direction du terminus ouest Incheon ou du terminus sud Sinchang via la station de bifurcation Guro, et la station Université de Kwangwoon en direction du terminus nord Yeoncheon,.

## Histoire
La station, Wolgye, est mise en service le 22 août 1985, sur la ligne 1 du métro de Séoul,,.

## Services aux voyageurs

### Accès et accueil
Située au 40 Wolgye-ro 53-gil, dans le quartier Wolgye 2-dong, la station dispose de quatre bouches numérotées de 1 à 4. les bouche n°1 et n°2 sont situées l'extrémité nord de la station, et les bouches n°3 et n°4 sont situes au sud. Elles desservent, :
- Bouche n°1 : École élémentaire Yeonji, Université du district de Wolgye ;
- Bouche n°2 : Université Indeok, Lycée Technique Indeok ;
- Bouche n°3 : Centre communautaire Wolgye 2-dong, Bibliothèque d'information culturelle de Wolgye ;
- Bouche n°4 : Collège Nokcheon.

### Desserte
Wolgye, dispose de deux quais, équipés de portes palières, desservis par les rames du service omnibus.

ligne 1
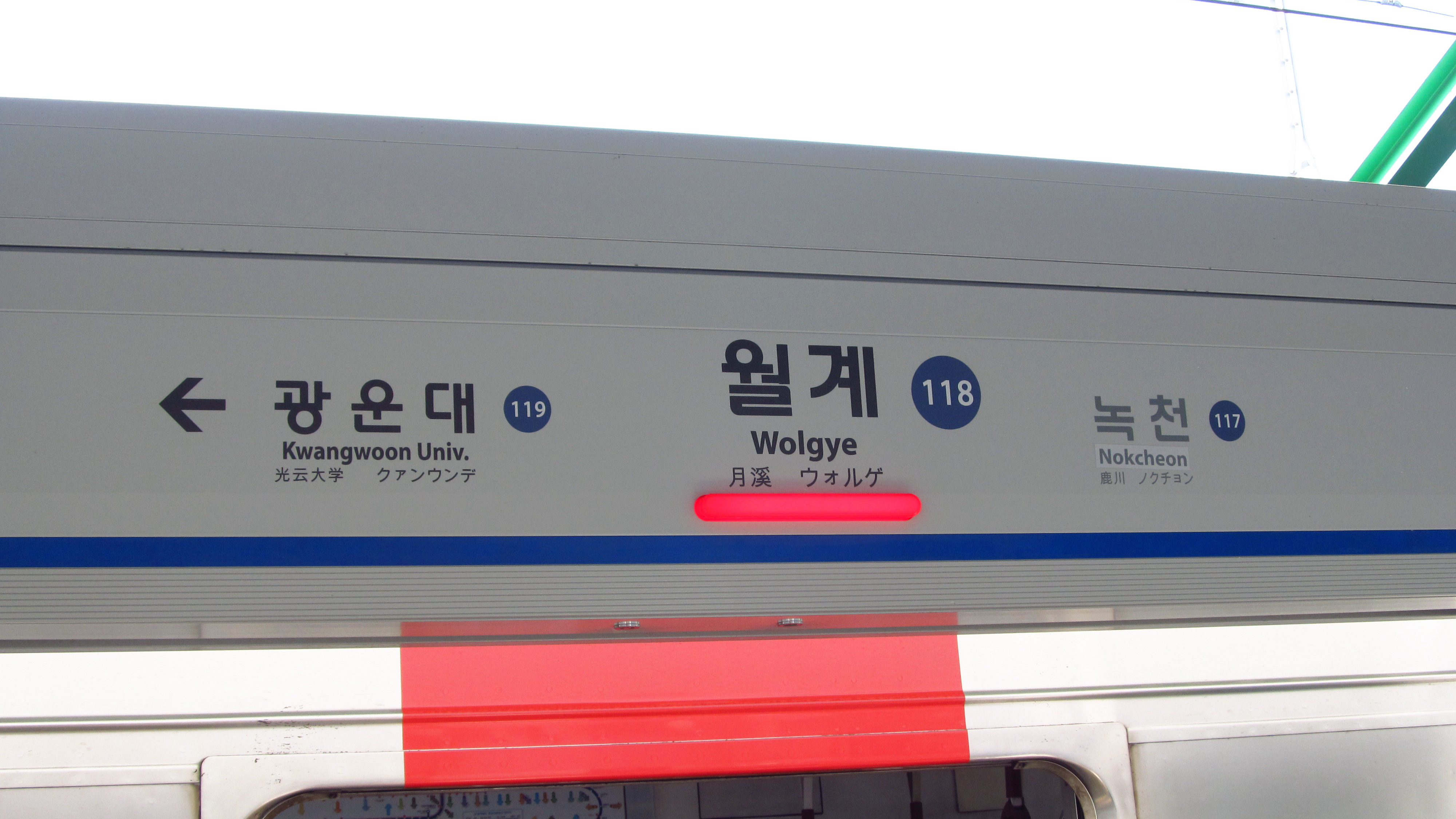
En 2018.
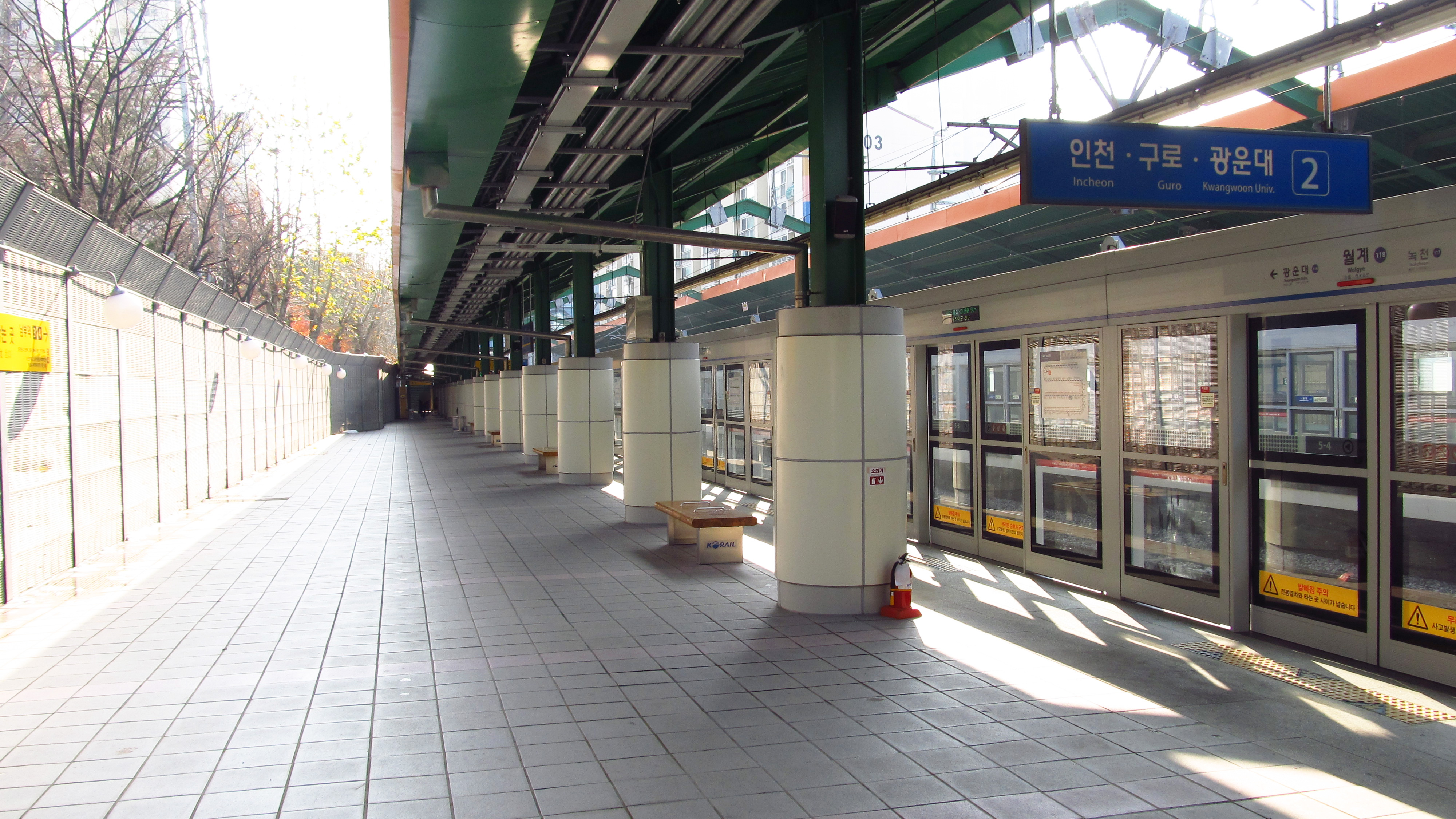
En 2018.

### Intermodalité
Des arrêts de bus sont situés à proximité.